# 萬佛寺 (香港)
22°23′15″N 114°11′05″E / 22.38754°N 114.18477°E
萬佛寺（英語：Ten Thousand Buddhas Monastery）位於香港沙田區排頭村後萬佛山上，由月溪法師在1949年建設，於1957年落成，寺院佔地65,000平方呎，依山就勢，分成高低兩組建築群，共有5殿、4亭、1廊及1塔。現時的主持為吳星達居士。廟内有香港少有的準提佛母供敬拜。

## 歷史

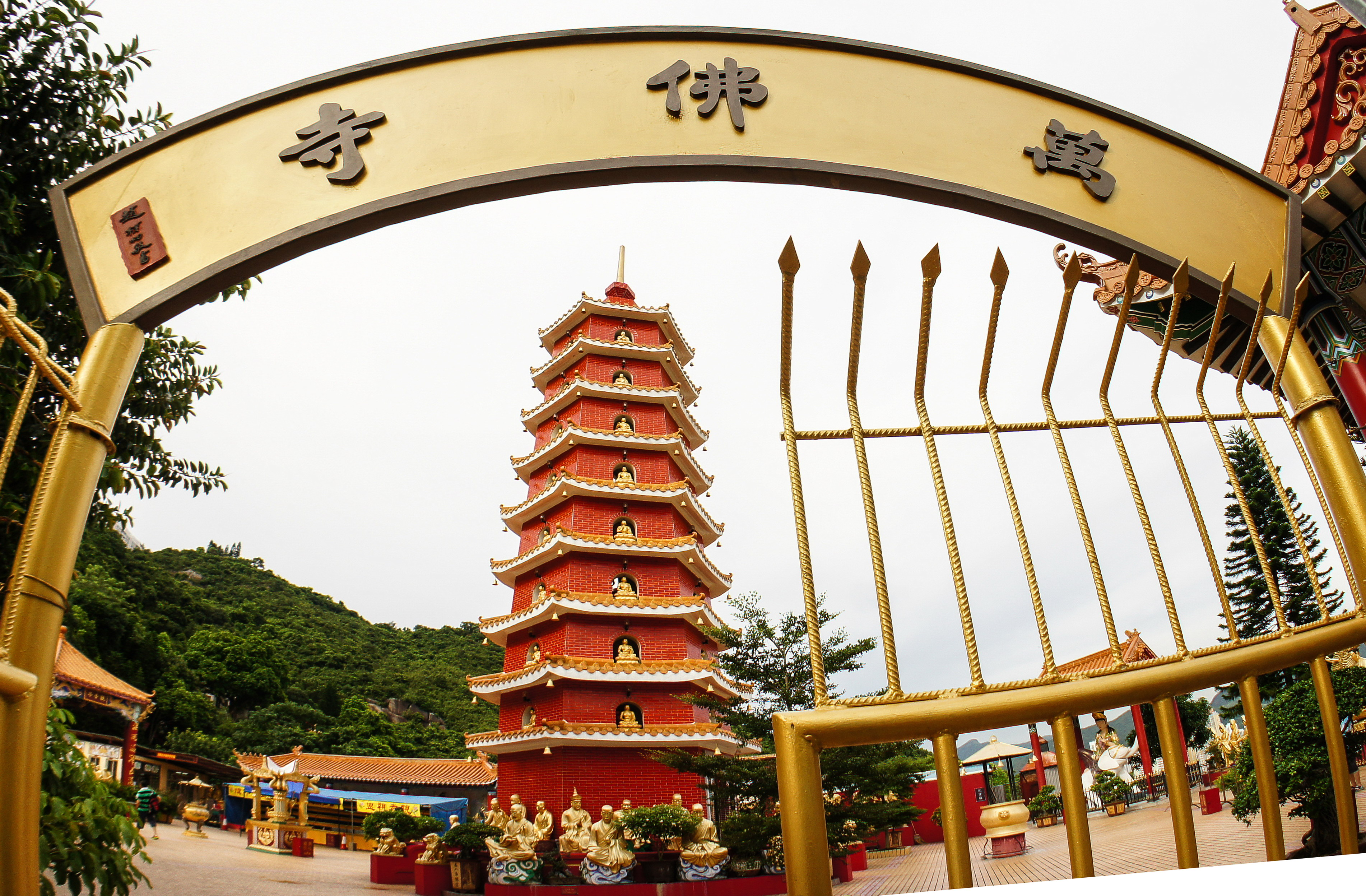
萬佛寺西面大門

1938年月溪法師離開廣州到香港弘法，住錫鹽田，並開始籌備興建萬佛寺。1949年，香港著名煙草商人南洋兄弟煙草公司簡玉階將私產「晦思園」捐贈建寺。月溪法師事必躬親，擔鐵運石，親手塑造佛像萬餘尊，歷時八載，於1957年建成萬佛寺，自此成為香港著名觀光熱點。
1992年萬佛寺開始進行局部性的翻新及重建工程，包括重建韋馱亭、觀音亭及一廊，翻新萬佛寺和萬佛塔。又為各尊像鋪上金箔及掃油漆。直到1997年7月，萬佛寺被暴雨嚴重沖毀，其中玉皇殿及觀音殿倒塌，由於損毀嚴重而被迫一度關閉，經過兩年重修，才能局部重新開放，更由私人寺院改為公眾所有的非牟利團體「早稻田萬佛寺有限公司」負責管理。於2000年開展工程，在室外放置50000具真人大小的金羅漢像。

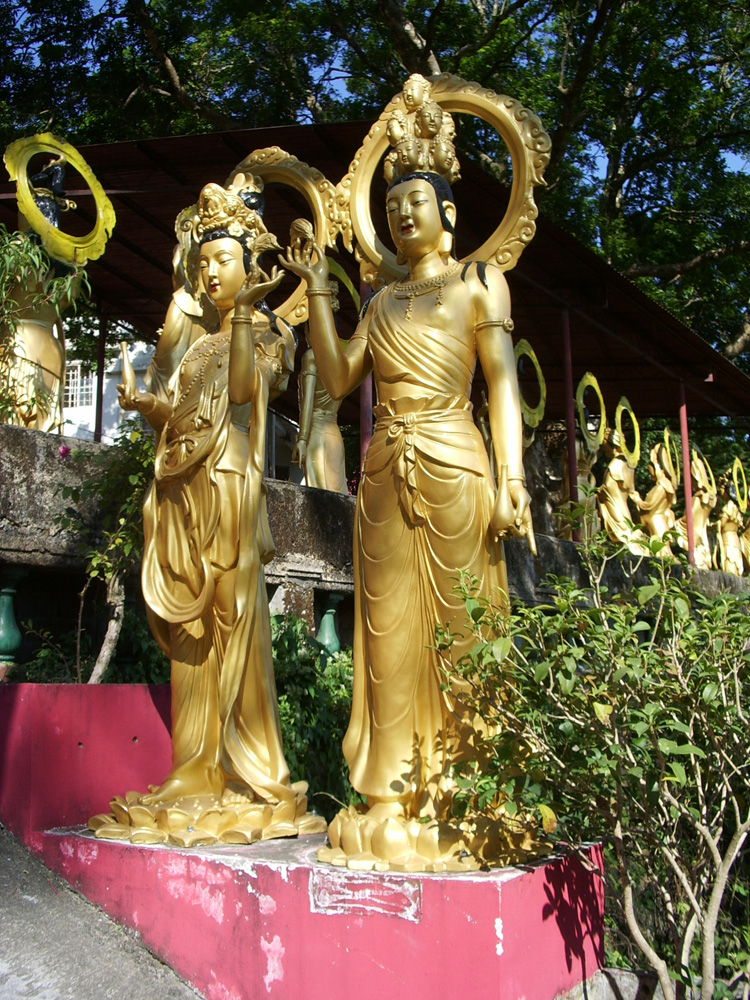
寺裡幾百观音像中的十一面观音像

### 月溪法師
月溪法師生於1879年，祖籍浙江錢塘，後遷雲南，俗姓吳，諱心圓，字月溪，生於富裕家庭，肄業於上海震旦大学，19歲毅然出家，禮靜安老和尚剃度受具戒，於佛前燃左無名指及小二指，在胸前肉上燃起四十八盞燈供奉在佛像面前，發三大願：一、不貪美衣美食，樂修苦行，永無退悔；二、遍閱三藏一切經典，苦心修禪；三、以修所得，演說示導，弘修大法，廣利眾生，自稱「八指頭陀」。
月溪法師性喜游，善七弦琴，游必擕琴隨身，到處講經說法，踏遍名山大川。九一八事變後，月溪法師南下廣州弘法，並重修大佛寺。1938年游化至香港，駐錫西林寺。至晚年，致力創建萬佛寺，親身擔泥運石，歷時八載，萬佛寺終於落成。1965年4月24日月溪法師準備講《圓覺經》，突感壽緣已盡，當晚8時，端坐圓寂，住世87載。父子將法體封龕入土，8個月後，遵照法師生前囑咐撥土開龕，即見其肉身不化，五官俱全，整體呈金黃色。並依遺示以紅布包裹肉身並加漆鋪金，作肉身菩薩，供奉於寺中的「彌陀殿」，後於2001年初移往「萬佛殿」安奉。

## 低層建築
- 韋馱亭：韋馱像高6.3米，威猛莊嚴，甲冑鮮明，持降魔杆。
- 觀音亭：望海觀音像，護佑在沙田從居住前以捕魚為生的居民。
- 十八羅漢廊：供奉皆大歡喜尊者、菩提達摩尊者、彌遮迦尊者、婆舍斯多尊者、淨諸業障尊者、摩拏羅尊者、摩拏羅尊者、成傑慈心尊者、伏虎尊者、佛陀難提尊者、濤淨慧尊者、鳩摩羅多尊者
- 萬佛塔：高9層，塔內外均有佛像，曾被匯豐銀行選作1985年至2002年間發行的港幣100元鈔票圖案之一，然而今天雖然停止發行，但仍然流通。 而以前香港，很多紙幣，都會印有它。把它作標誌。
- 普賢菩薩亭：普賢菩薩是如來佛祖的右脅侍，他是騎著一頭六牙白象。
- 文殊菩薩亭：文殊菩薩是如來佛祖的左脅侍，為佛祖的大弟子，胯下有威猛的青獅及手持寶劍。
- 五百羅漢：2000年萬佛寺住持吳星達居士根據雲南昆明筇竹寺梵音閣、天台萊閣和大雄寶殿內安放的羅漢群像，開展為期兩年的五百羅漢塑造工程，羅漢以玻璃纖維製造，外層敷上金箔，置於沿路四百多梯級兩旁，於2002年完成。

## 照片

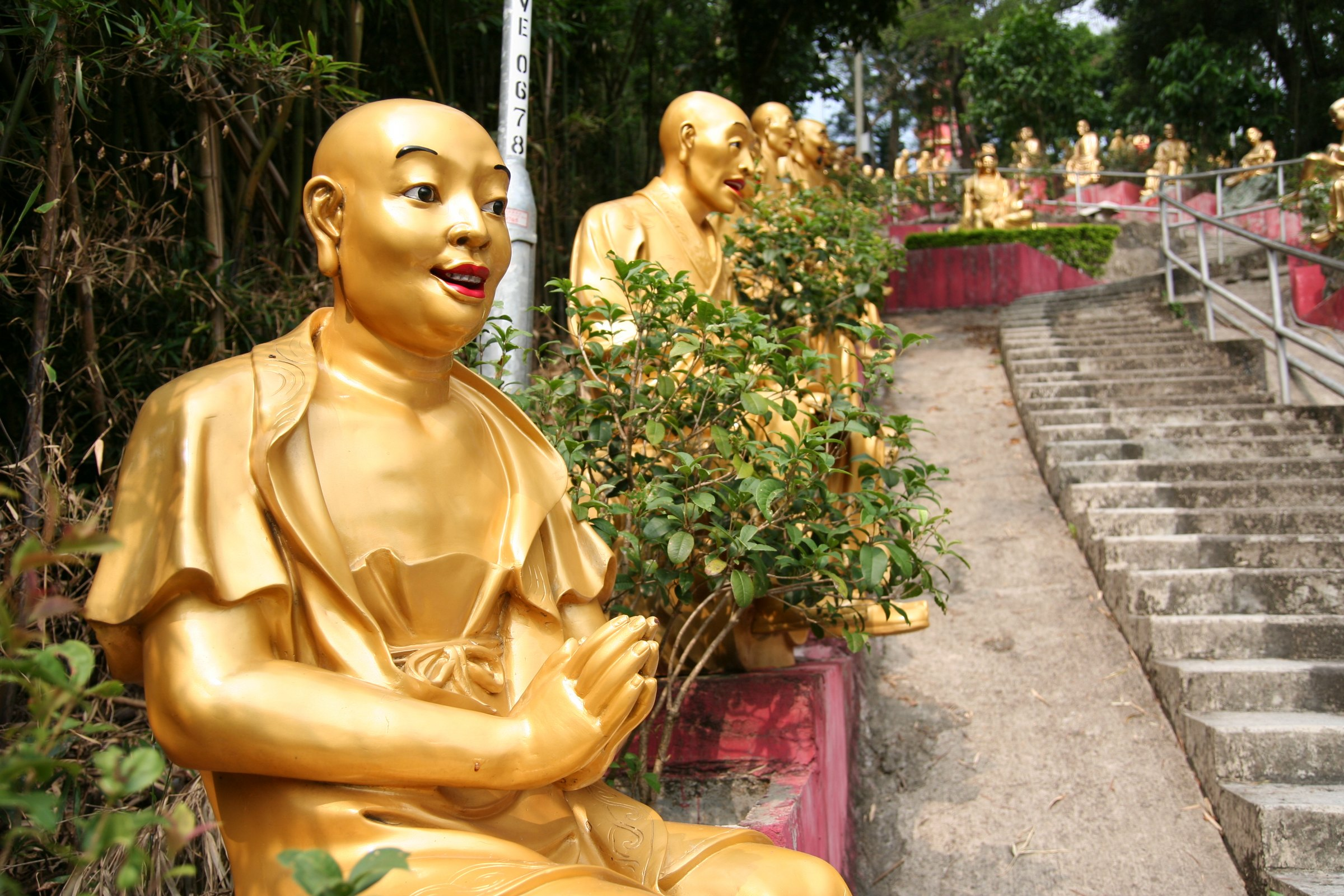
萬佛寺外金羅漢像
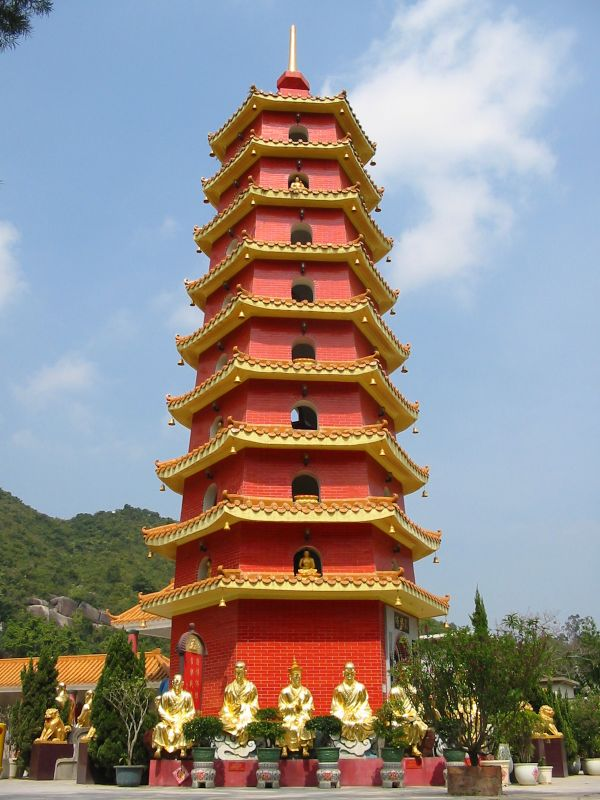
樓高9層的萬佛塔
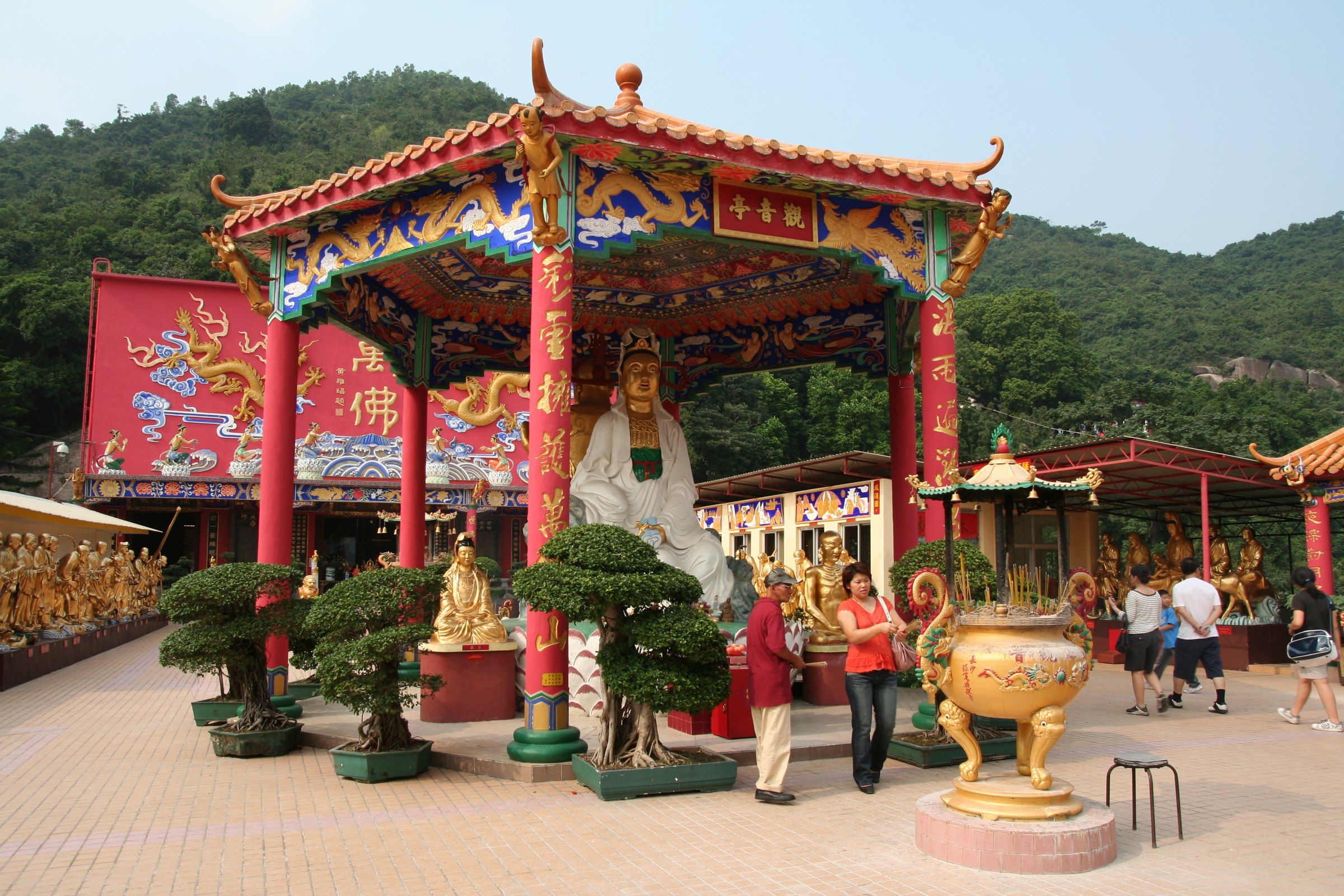
觀音亭
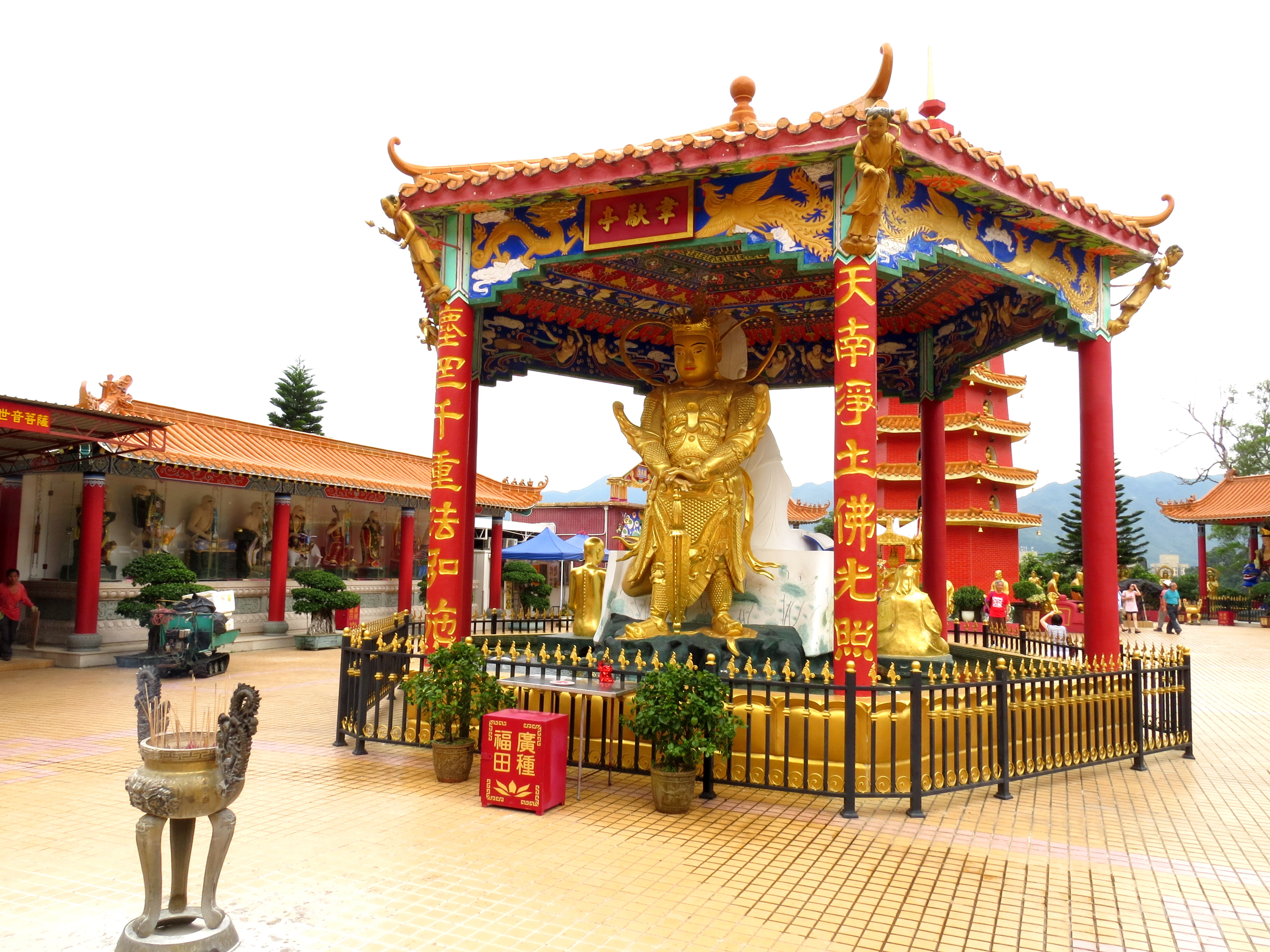
韋馱亭
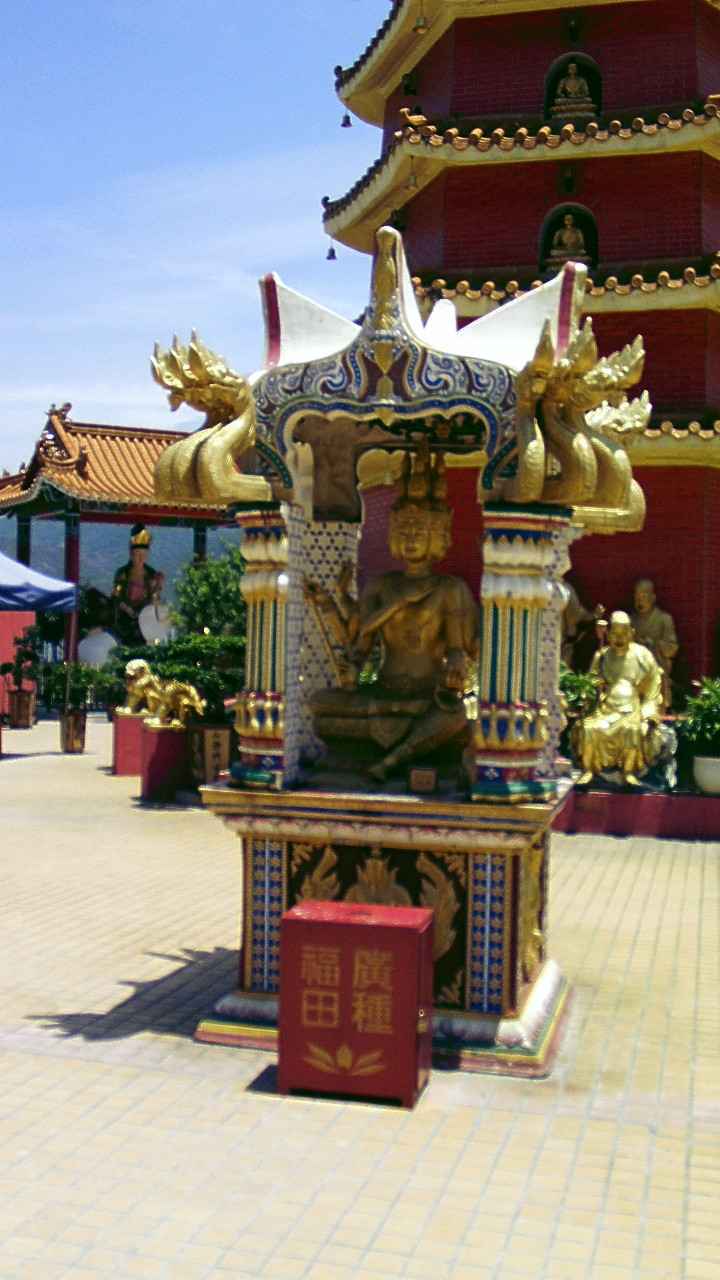
萬佛寺供奉的四面佛
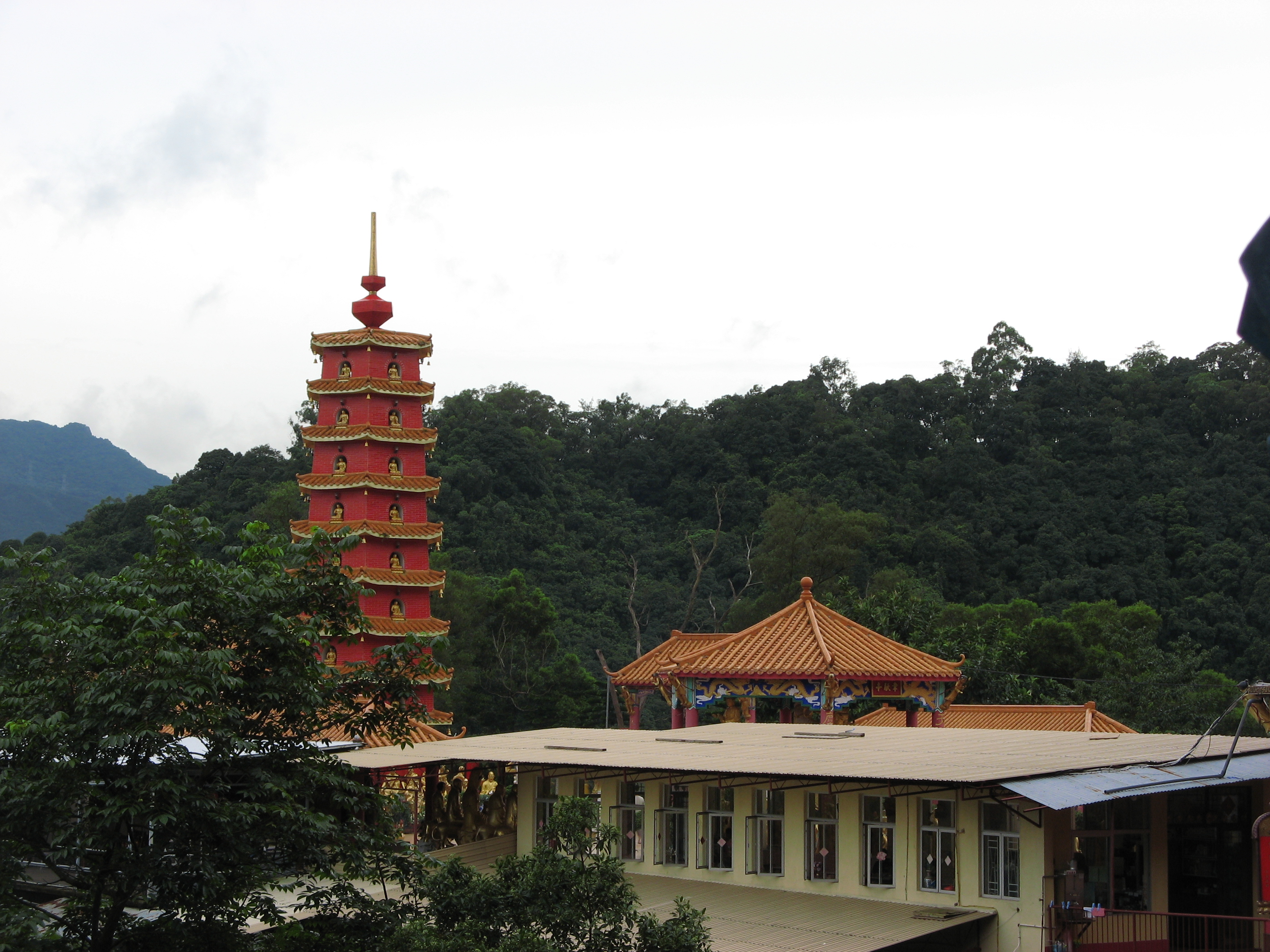
萬佛塔（左）及齋堂（右下），齋堂後方為韋馱亭及觀音亭
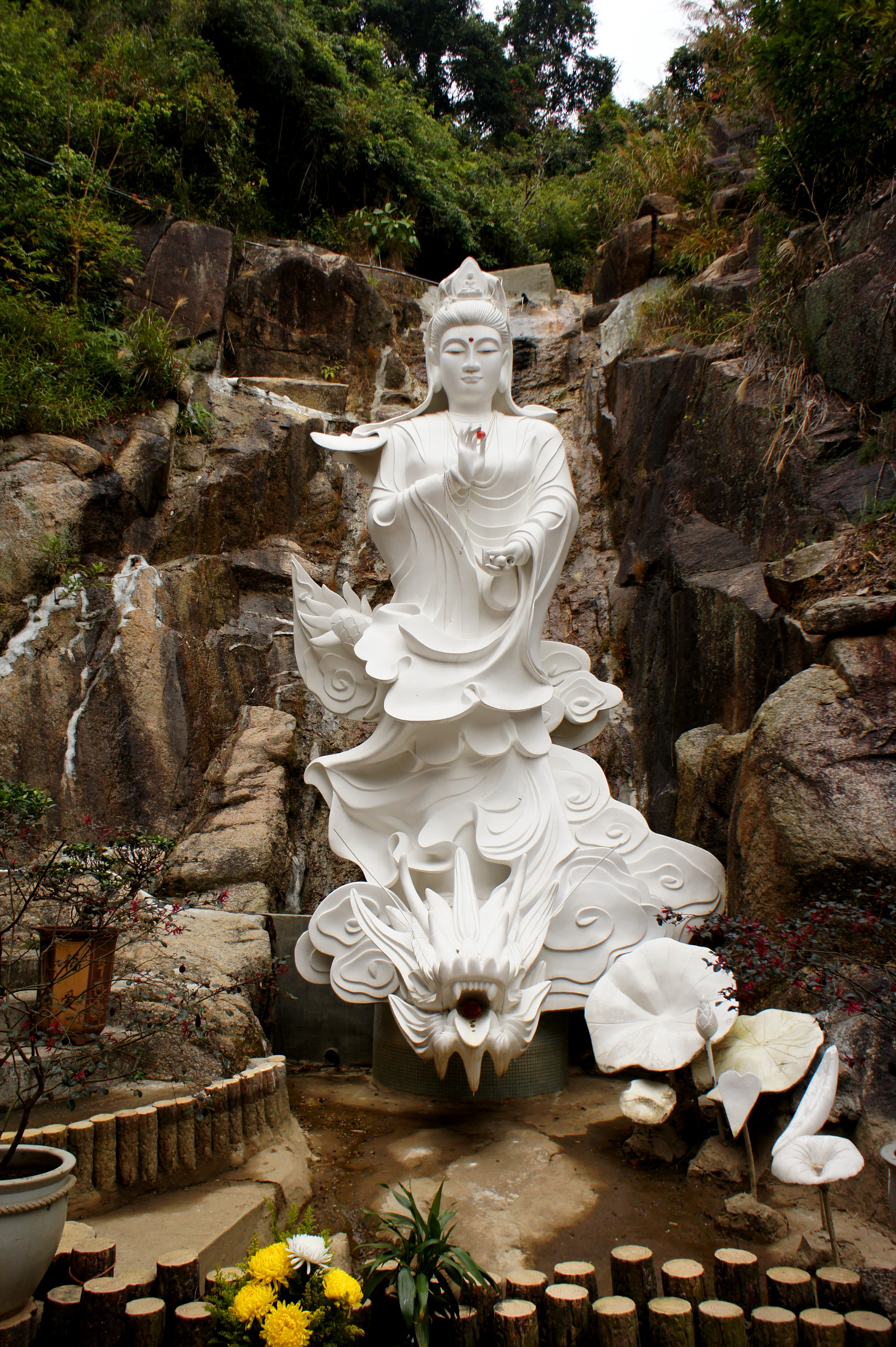
萬佛寺的乘龍觀音像
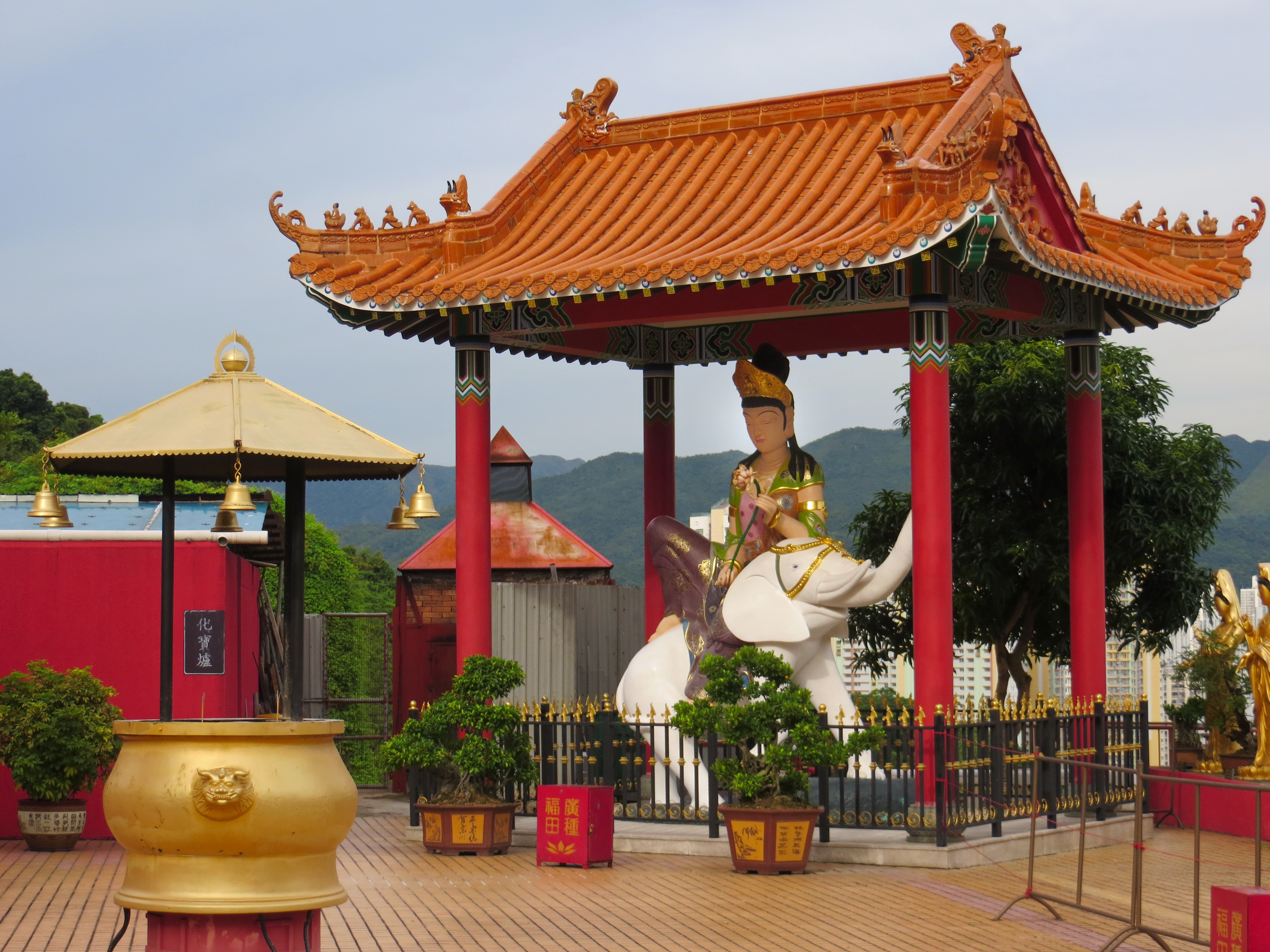
普賢菩薩亭
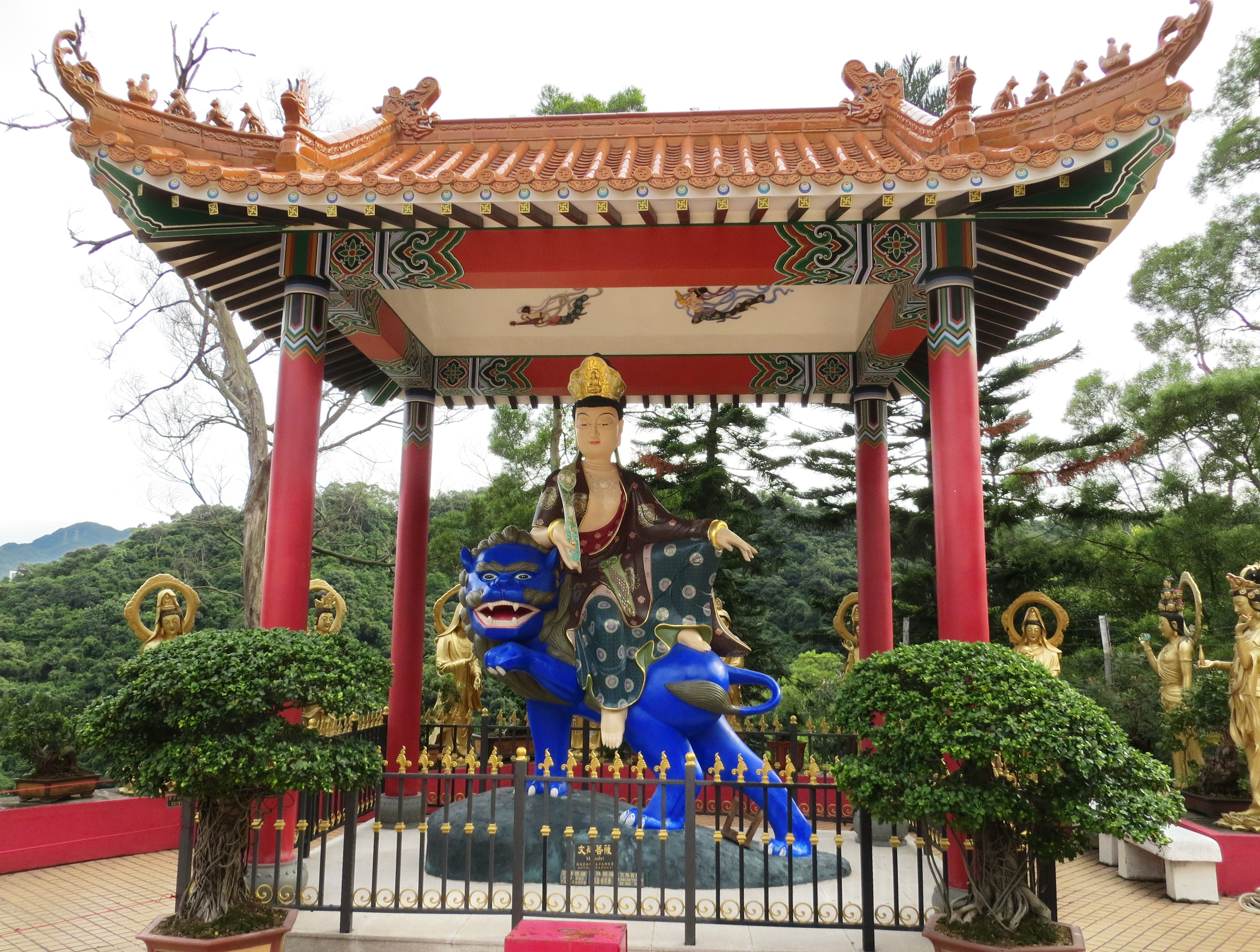
文殊菩薩亭
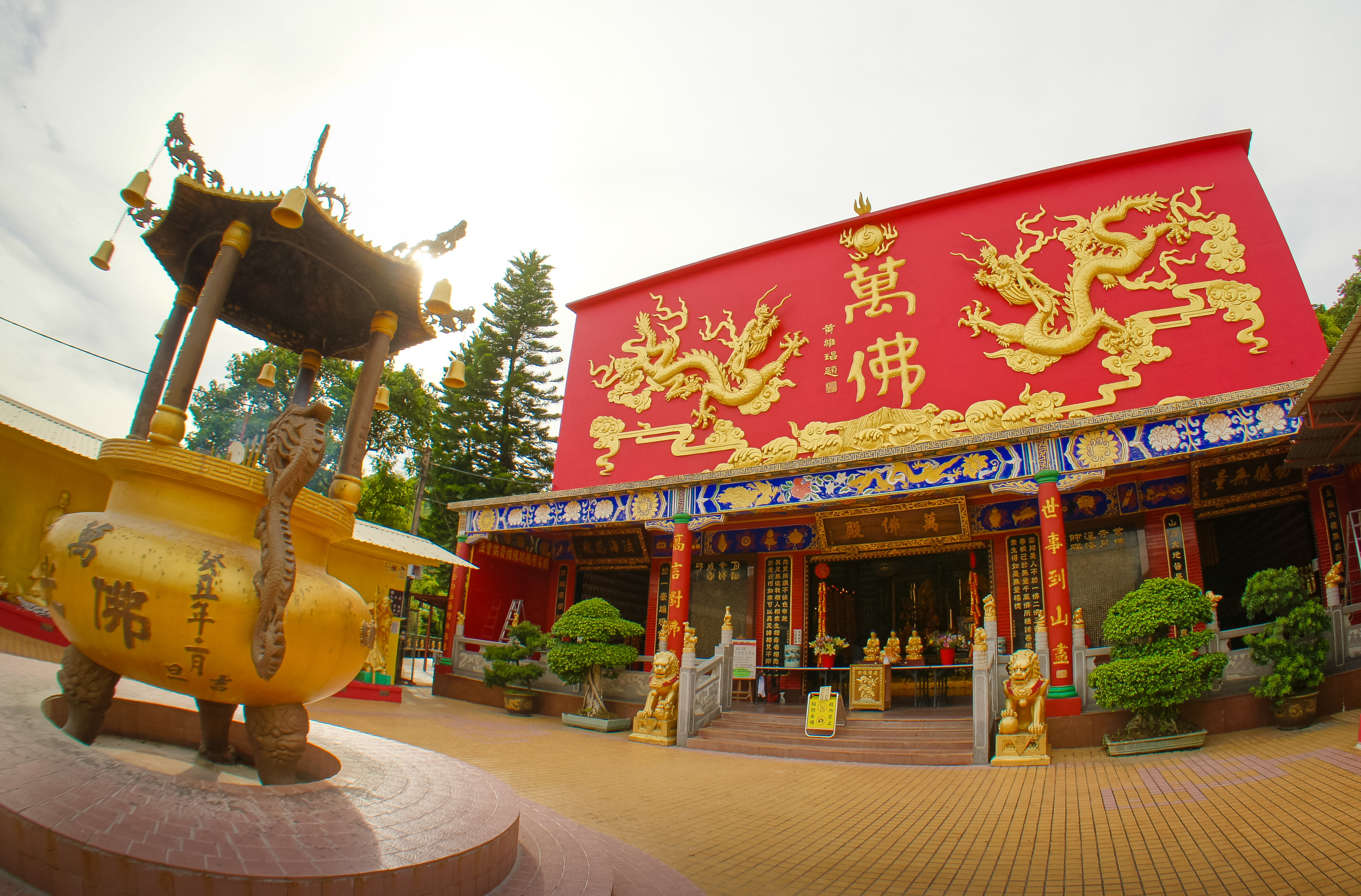
萬佛殿（香港三級歷史建築）
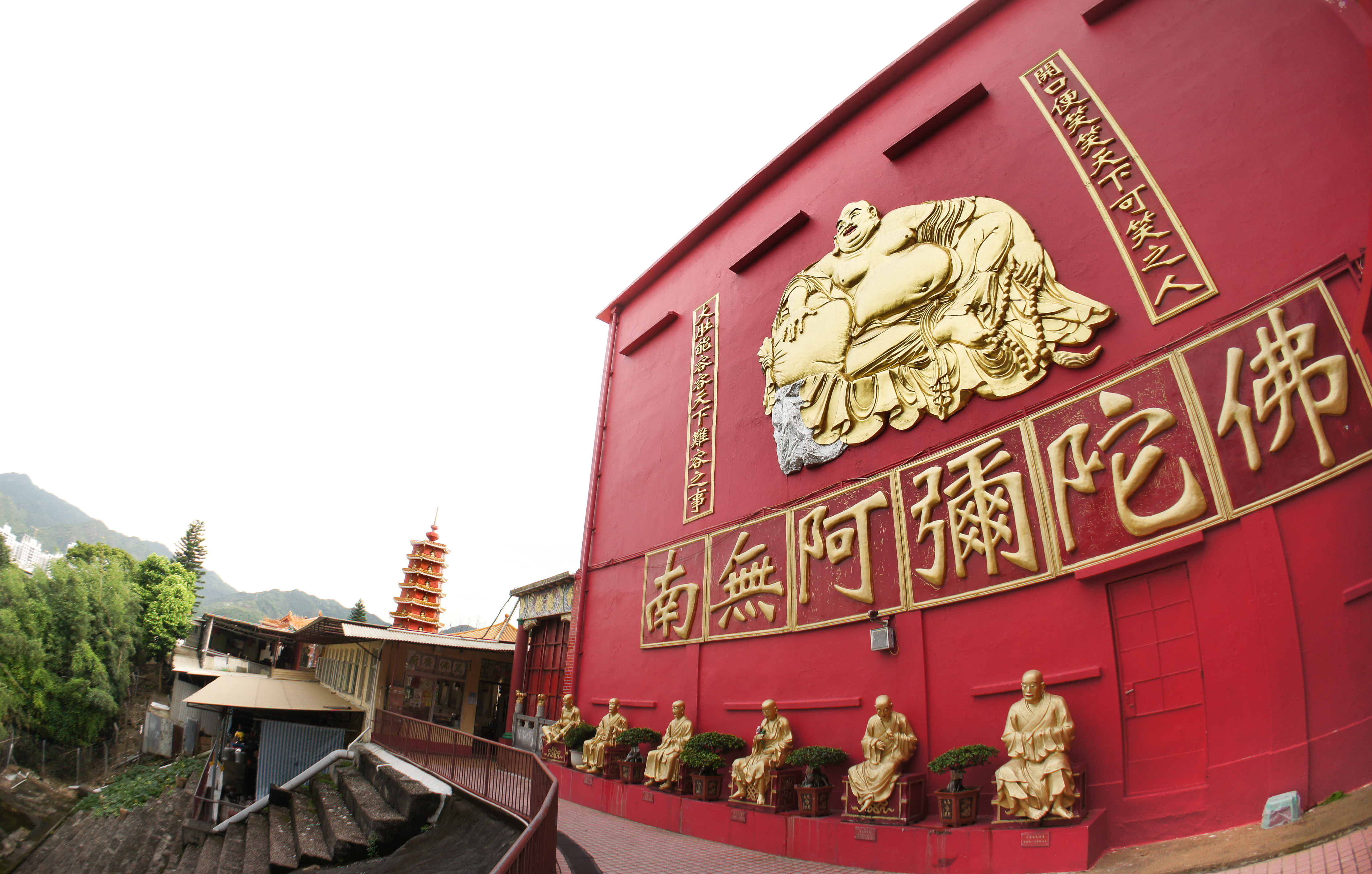
萬佛殿的東面外牆
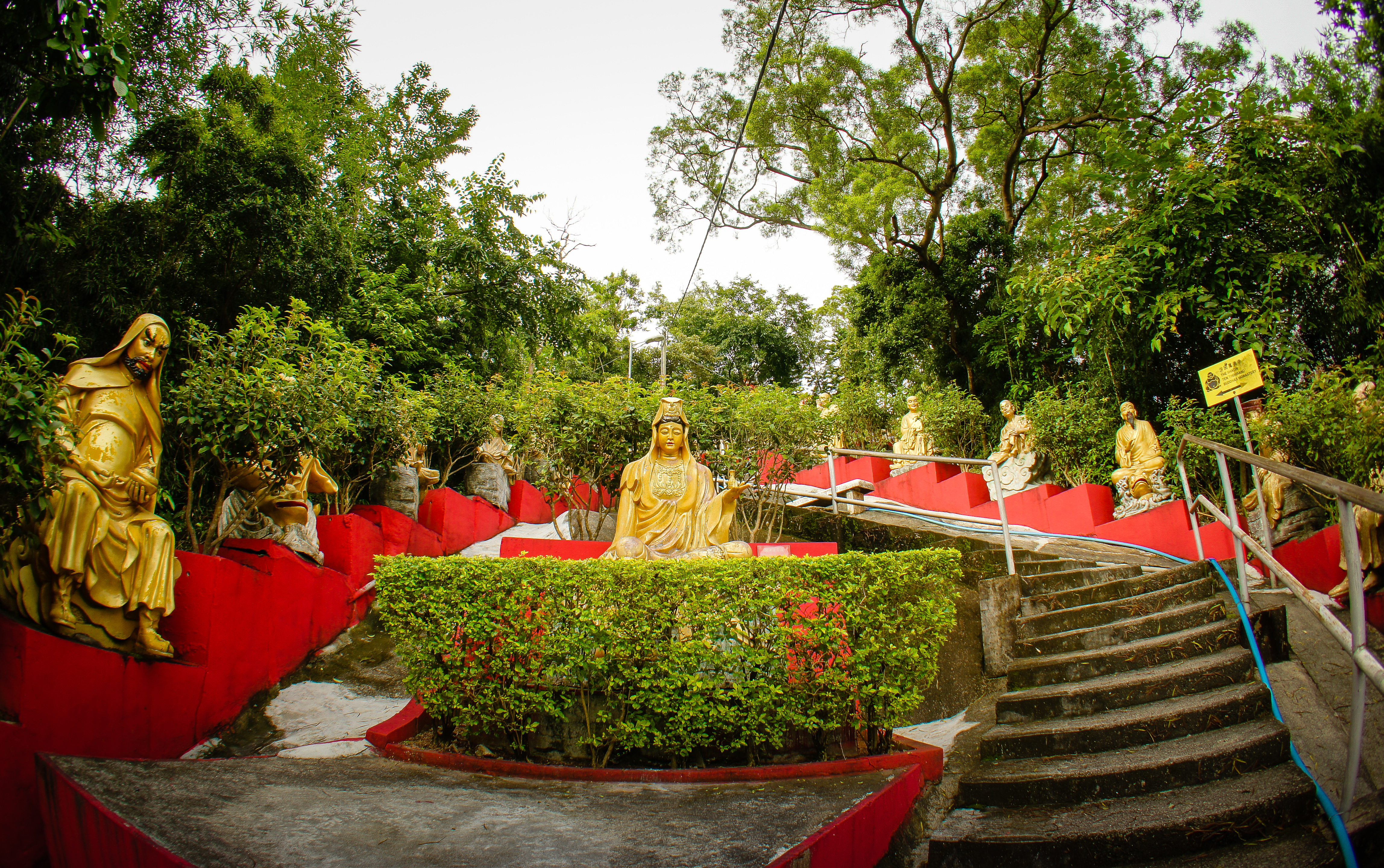
萬佛寺西面大門外的觀音像

## 高層建築
- 太歲長廊
- 玉皇殿
- 地藏殿

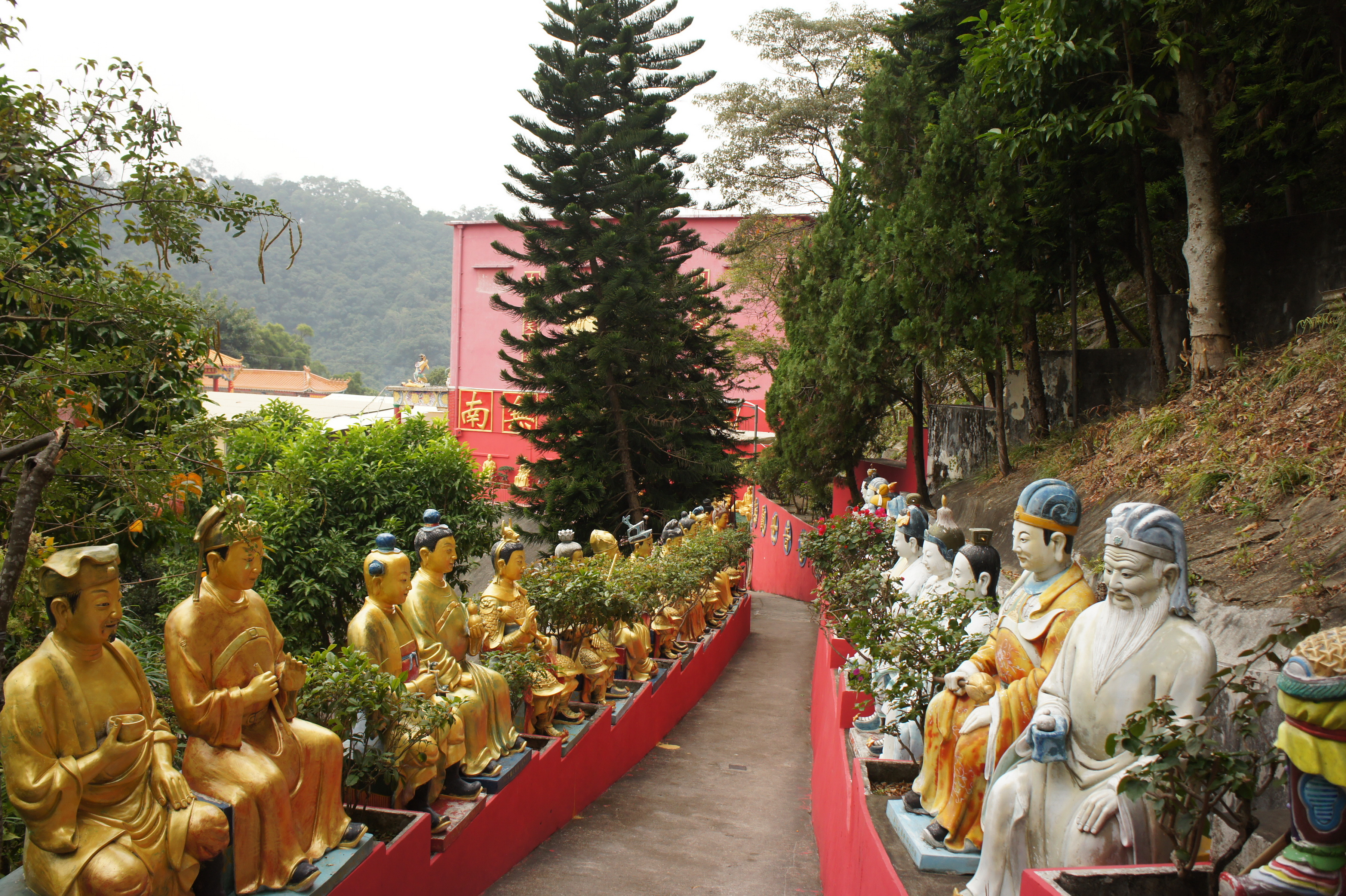
太歲長廊

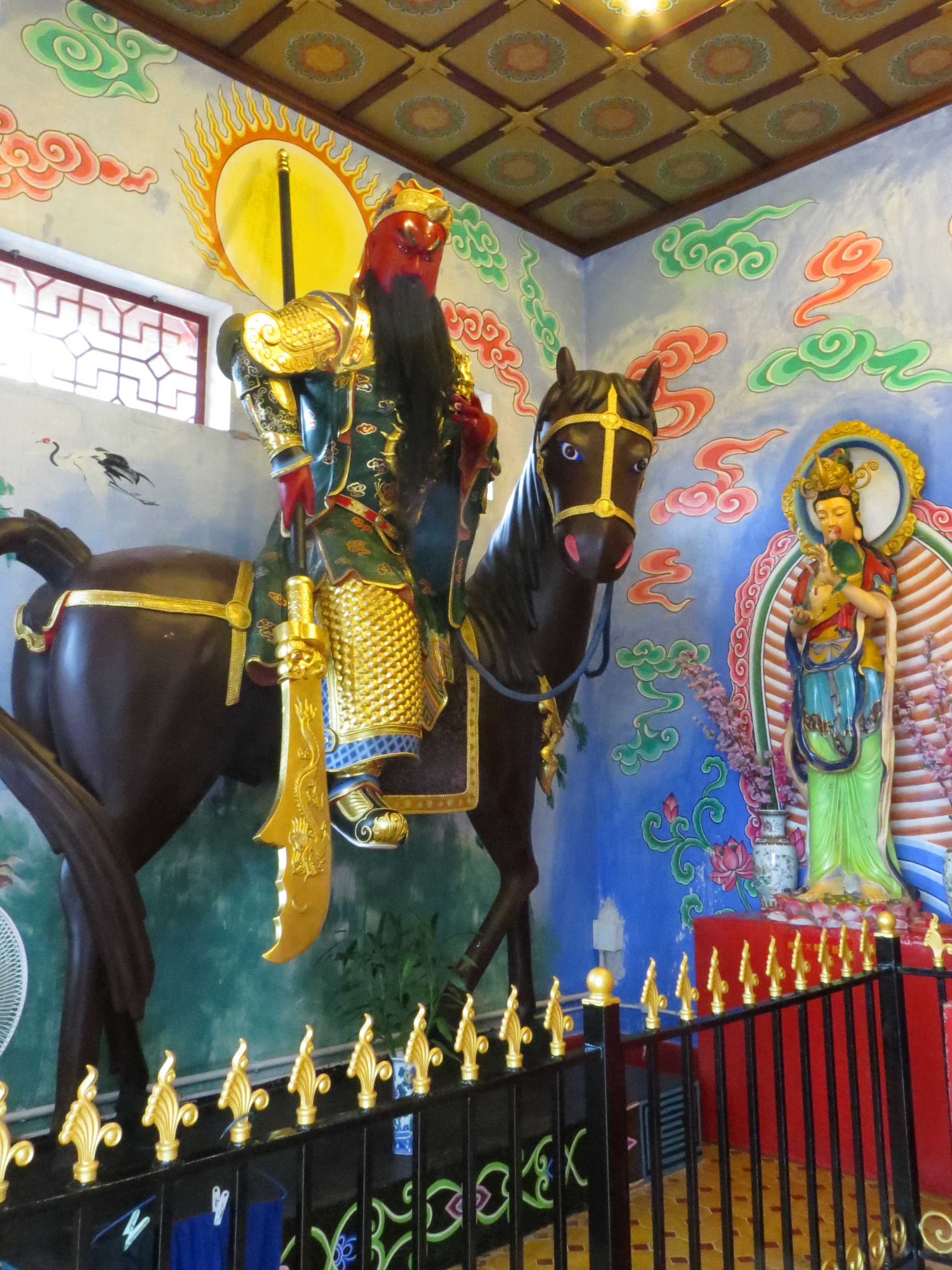
準提殿內的「關帝」像。神像是香港廟宇中唯一騎赤兔馬、手持青龍偃月刀的關帝像。

- 準提殿：殿內供奉約高4.5米的有千眼千手之「準提菩薩」及騎馬的「關帝」像。
- 觀音殿
- 彌陀殿：殿內的「阿彌陀佛」，身高11.3米，莊嚴慈祥，手持金臺，接引持唸佛修行者，往生西方淨土極樂世界。
- 月溪亭
- 觀音像

## 近況
2006年籌備翻新及擴建計劃，包括翻新失修多年的骨灰龕堂（提供約4700個骨灰龕靈位）、建造約36米高的銅製鍍金觀音像及兩條直達觀音像的登山扶手電梯。2008年竣工。

## 開放時間
每天09:00-17:00開放。

## 交通
港鐵：
- █  東鐵綫：沙田站B出口

（有兩條山路，大約需步行15至30分鐘，當中一邊有400多級樓梯，另一邊有500多級樓梯。遊人宜利用400多級樓梯登山，此段山徑較多樹蔭，地勢平坦，而500多級樓梯因樹蔭較少，適宜下山。）
（沿着附近的斜路直落，行到排頭村後在球場位置向左轉去排頭街，沿路直去到沙田政府合署對面（上禾輋路），然後右轉過馬路到沙田政府合署。繼續同一方向（上禾輋路）直去，沿着沙田政府合署，不遠處見到一個像公園的地方（萬佛寺骨左閣，**勿進**）然後向右轉。沿住小路直去，之後左轉直行。這樣在不遠處就會見到羅漢像，沿樓梯上去就能到達。）

## 外部連結
- 萬佛寺 （页面存档备份，存于）
- 沙田萬佛寺相片及其他資料